# Мічиганська міліція

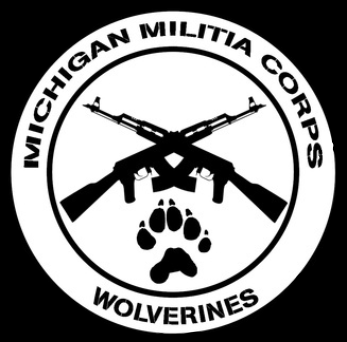
Шеврон Мічиганської міліції

Мічиганська міліція ( Michigan Militia : Ополчення Мічигана) - напіввійськова недержавна організація штату Мічиган, заснована в 1994 Норманом Олсоном ( Norman Olson ). Групу було сформовано у відповідь на зазіхання федерального уряду на права громадян. Це частина ширшого американського міліційного руху . 

## Ідеологія
Особливістю американської реальності є той факт, що ця організація не може вважатися незаконним збройним формуванням, у зв'язку з тим, що згідно з Другою поправкою до конституції громадяни США можуть бути озброєні на законних підставах. Проте Мічиганська міліція не підпорядковується ні владі штату, ні федеральному уряду і належить до руху ополчення . Ідеологія міліціонерів полягає у підготовці до можливих надзвичайних ситуацій ("виживальники": survivalists ), коли існуюча влада може бути суттєво ослаблена. Історію свого походження Мічиганська міліція зводить до ополчення ( militia ) часів Американської Революції ( Мінітмени ).

## Історія
Недобра слава Мічиганської міліції пов'язана з тим, що її збори відвідував Тімоті Маквей, який влаштував великий теракт в Оклахома-сіті в 1995 році, через що організація стала вважатися ультраправою. В умовах пандемії коронавірусу та пов'язаних з нею обмежень мічиганські ополченці дотримувалися конспірологічних теорій і відкрито протестували проти обмежень, що вводяться владою штату, зокрема бійці організації перешкодили закриттю перукарні Карла Манке  .

## Структура
Максимальна кількість прихильників сягала 10 тис. чоловік.  Організаційно міліція поділена на 4 дивізії, які складаються із бригад. Жорстка ієрархія відсутня, командири виборні. Радикальною фракцією Мічиганської міліції є "Вартові Россомахи" ( Wolverine Watchmen ), яких звинуватили в змові з метою викрадення губернатора штату Гретхен Вітмер  . Росомаха ( Wolverine ) вважається символом штату Мічиган.